# Torneo International de Tenis Ciudad de La Coruña
Il Torneo International de Tenis Ciudad de La Coruña è un torneo professionistico di tennis giocato su campi in cemento. Fa parte dell'ITF Women's Circuit. Si gioca annualmente a La Coruña in Spagna.

## Albo d'oro

### Singolare
| Anno | Campionessa  | Finalista         | Punteggio |
| ---- | ------------ | ----------------- | --------- |
| 2011 | Gail Brodsky | Aleksandra Panova | 6–3, 6–4  |

### Doppio
| Anno | Campionesse                   | Finaliste                                 | Punteggio |
| ---- | ----------------------------- | ----------------------------------------- | --------- |
| 2011 | Tímea Babos Victoria Larrière | Leticia Costas Moreira Inés Ferrer Suárez | 7–5, 6–3  |